# Mega Man 3
Mega Man 3, conhecido no Japão como Rockman 3: Dr. Wily no Saigo!? (ロックマン3 Dr.ワイリーの最期!?, Rokkuman 3 Dokutā Wairī no Saigo!?), é um jogo eletrônico de ação-plataforma desenvolvido e publicado pela Capcom. Foi lançado inicialmente em 1990 para Nintendo Entertainment System, e faz parte da série Mega Man. Foi relançado em 1999 para o PlayStation no Japão, e depois nas coletâneas Mega Man Anniversary Collection e Mega Man Legacy Collection.

## Recepção
Em geral, Mega Man 3 recebeu análises positivas. Lucas M. Thomas da IGN, Christian Nutt e Justin Speer da GameSpot, Hartley, Patricia, e Kirk Lesser ("The Lessers") da Dragon, Dan Whitehead da Eurogamer, Edward J. Semrad do The Milwaukee Journal e a Electronic Gaming Monthly (EGM), assim como a equipe da Nintendo Power, concordaram que o jogo tem gráficos impressionantes, música agradável e jogabilidade desafiadora.